# الأوقات المنهي عن الصلاة فيها

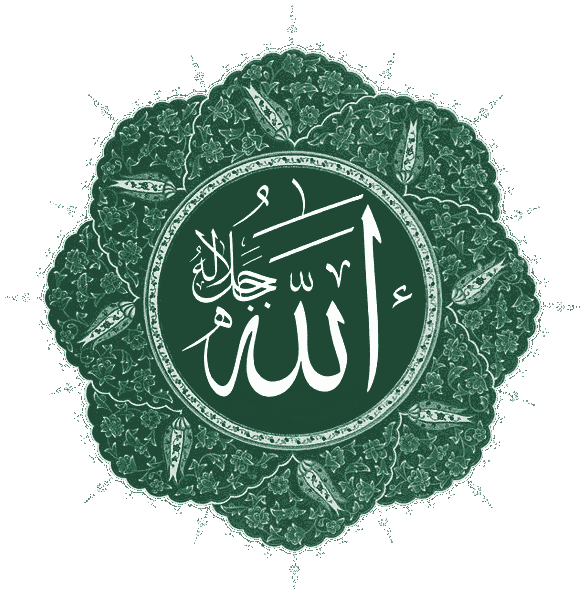

الأوقات المنهي عن الصلاة فيها هي التي ورد النهي عن التنفل بالصلاة فيها، وهي مكروهة كراهة تحريم، وهي بعد فعل صلاة الفجر، وبعد فعل صلاة العصر وعند طلوع الشمس حتى يتكامل طلوعها، وعند استوائها حتى تزول، وعند الاصفرار حتى يتكامل غروبها، وأيضا التنفّل وقت خطبة الجمعة، وعند إقامة الصلاة. ويستثنى من النهي: ما كان لسبب مثل: تحية المسجد وقضاء الفوائت من الصلاة، كما يستثنى أيضا: التنفل في المسجد الحرام فإنه يصح في أي ساعة من ليل أو نهار.

## الأوقات المنهي عن الصلاة فيها
الأوقات المنهي عن الصلاة فيها هي: الأزمنة التي ثبت في الشرع النهي عن فعل الصلاة فيها، وهي: بعد فعل صلاتي الفجر والعصر، وعند طلوع الشمس حتى يتكامل طلوعها، وعند استوائها حتى تزول، وعند الغروب حتى يتكامل غروبها وحكم النهي للكراهة وهي كراهة تحريم والمنهي عنه من الصلاة في هذه الأوقات هو النفل المطلق ويكره أيضا تعمد فعل الصلاة في هذه الأوقات إذا أمكن فعلها في غيرها إلا لسبب كالقضاء للفائتة.

### حديث
عن عقبة بن عامر الجهني رضي الله عنه قال «ثلاث ساعات كان رسول الله صلى الله عليه وسلم ينهانا أن نصلي فيهن وأن نقبر فيهن موتانا: حين تطلع الشمس بازغة حتى ترتفع، وحين يقوم قائم الظهيرة حتى تميل، وحين تضيف للغروب حتى تغرب» 

## معنى التعبد في النهي
الأصل في الصلاة كغيرها من العبادات أنها مطلوبة شرعة، لكن المقصود من مشروعيتها: ليس مقصورا على فعلها، بل المقصود هو تحقيق معنى التعبد، وفق مراد المعبود سبحانه وتعالى، وقد يكون فيه معنى الابتلاء، مثل قوله تعالى: 《فمن شرب منه فليس مني》، فكما أن الله تعالى جعل الصلاة كتابا موقوتا؛ أراد من عباده أن يؤدوها في وقتها، ونهاهم عن ترك العبادة في أوقات مخصوصة، ليتحقق في العبادة معنى الامتثال.

## نوع الصلاة المنهي عنها
النهي عن الصلاة في هذه الأوقات، يتضمن ما يلي:
- صلاة النفل المطلق، وهو الذي لم يقيد بوقت ولا سبب. وهذا النوع من الصلاة مكروه تحريما، أي: إنشاء هذا النوع من الصلاة في الأوقات المنهي عن الصلاة فيها.
- أنواع الصلاة ما عدا النفل المطلق وللعلماء فيه تفاصيل:
- عند الحنفية: تحريم جميع أنواع الصلاة في أوقات مخصوصة، ويشمل: سجدة التلاوة، وصلاة الجنازة، إذا دخل وقت الكراهة بعد وقت طلب فعلها، أما إذا وجد السبب في وقت الكراهة؛ فلا يدخل في التحريم.
- عند الشافعية؛ تفاصيل هي أقرب إلى المذاهب الأخرى، مفادها:

"أن صلاة النفل المطلق: تكرة تحريما في أوقات الكراهة، ولا يحرم ما عداها إن كان لسبب متقدم مثل: قضاء الفائتة، أو لسبب مقارن مثل: سجدة التلاوة، وصلاة الجنازة فيصح فعلها في وقت الكراهة.
ويدل على عدم دخول الفائتة في النهي خبر الصحيحين «من نسي صلاة أو نام عنها؛ فليصليها متى ذكرها، لا كفارة لها إلا ذلك»
 ويستثنى التنفل في المسجد الحرام في أوقات الكراهة لحديث:
«يا بني عبد مناف لا تمنعوا أحدا طاف بهذا البيت أية ساعة شاء من ليل أو نهار» وأخرج أبو يوسف منه النفل يوم الجمعة وقت الزوال، لما رواه الشافعي في مسنده حديث: «نهى عن الصلاة نصف النهار حتى تزول الشمس إلا يوم الجمعة».

## معنى النهي
معنى النهي شرعا: (طلب الكف عن فعل) مقابل: الأمر. وقد ورد النهي عن الصلاة في أوقات مخصوصة، وهذا النهي للكراهة، وهو محمول على كراهة التحريم. فالنهي الثابت بغير القطعي، المصروف عن مقتضاه، باحتمال التأويل؛ يفيد كراهة التحريم، وإن كان قطعيا؛ أفاد التحريم فيكون التحريم في مقابل الفرض، وكراهة التحريم في رتبة الواجب وكراهة التنزيه في رتبة المندوب.

## أوقات النهي
الأوقات المنهي عن الصلاة فيها تتضمن: «الأوقات الخمسة» وهي قسمان:
1. متعلق بزمن:
  1. عند طلوع الشمس حتى يتكامل طلوعها.
  2. عند الاستواء
  3. عند الاصفرار حتى يتكامل غروبها.
2. متعلق بالفعل:
  1. بعد فعل صلاة الفجر
  2. بعد فعل صلاة العصر

ويشمل النهي أيضا:
1. 1. التنفل وقت خطبة الجمعة.
  2. التنفل وقت إقامة الصلاة